# فياكوم 18
فياكوم 18 هي شركة إعلامية هندية مقرها في مومباي، الهند . تأسست مجموعة Network18 كمشروع مشترك بين TV18 - وهي شركة تابعة لشركة ريليانس للصناعت المحدودة منذ عام 2014، و فياكوم (المعروفة حاليًا باسم باراماونت غلوبل )، وهي المساهم الأكبر في الشركة منذ أبريل 2023، مع امتلاكها شبكات باراماونت أوروبا، الشرق الأوسط، أفريقيا، آسيا وBodhi Tree Systems لحصص الأقلية. .  تأسست عام 2007 وتمتلك قنوات مختلفة، بالإضافة إلى استوديوهات لإنتاج المحتوى في الهند.

## تاريخ

### التاريخ المبكر والتأسيس
في يناير 2010، أصبحت شركة فياكوم18 عالمية مع إطلاق كولورز تي في في الولايات المتحدة. القناة اسمها Aapka Colors. في يوليو 2010، دخلت في مشروع مشترك للتوزيع بنسبة 50/50 مع سن نتورك لتشكيل صن تي في 
في ديسمبر 2011، أطلقت شركة Viacom18 قناة نيكلوديون سونيك التي تستهدف الشباب. 
في يناير 2014، استحوذت قناة تي في 18 على الأسهم القناة التلفزيونية غير التيلوجوية لشبكة ETV مقابل 2.053 كرور روبية ، مع منح الإذن باستخدام اسم العلامة التجارية ETV. 
في مارس 2015، قررت الشركة إعادة تسمية جميع قنوات الترفيه الإقليمية العامة الإقليمية الخمس غير التيلجوية ETV.
تمتلك الشركة أيضًا استوديوهات فياكوم18 . في 31 يناير 2018، أعلنت قناة TV18 عن استحواذها على أغلبية أسهم شركة فياكوم في المشروع المشترك، لتتولى السيطرة وتترك لشركة فياكوم حصة الأقلية.  في 1 أكتوبر 2019، أطلقت شركة فياكوم 18 كولورز HD في ماليزيا على ؛ سيتم تقديم كل برنامج مع ترجمة باللغة الماليزية والإنجليزية.[بحاجة لمصدر]</link>
1. ↑  "Corporate restructure complete for India's Network18". rapidtvnews.com. مؤرشف من الأصل في 2023-03-21. اطلع عليه بتاريخ 2017-08-10.
2. ↑  "Beefing Up The Bouquet". business.outlookindia.com. مؤرشف من الأصل في 2023-04-09. اطلع عليه بتاريخ 2018-08-10.
3. ↑  "Viacom18 launches its new channel 'Sonic Nickelodeon' in India". India Infoline. 5 ديسمبر 2018. مؤرشف من الأصل في 2023-04-10. اطلع عليه بتاريخ 2018-12-26.
4. ↑  "Network18 finishes Rs 2,053-cr deal to acquire ETV stakes". The Economic Times. 22 يناير 2014. مؤرشف من الأصل في 2023-04-07. اطلع عليه بتاريخ 2022-10-24.
5. ↑  "TV18 to increase stake to 51% in Viacom18, the JV with Viacom Inc". Viacom18. 31 يناير 2018. مؤرشف من الأصل في 2023-08-29. اطلع عليه بتاريخ 2018-01-31.